# Arnoglossus dalgleishi
Arnoglossus dalgleishi es una especie de pez de la familia Bothidae en el orden de los Pleuronectiformes.

## Morfología
• Pueden llegar alcanzar los 19 cm de longitud total.

## Distribución geográfica
Se encuentra en las  costas africanas del Océano Índico.